# Subklimaks
Subklimaks er et filmisk virkemiddel som afviger fra den klassiske berettermodel, da det er et ekstra klimaks, som umiddelbart efter bliver fulgt af endnu et klimaks. 
Subklimakset er kun anvendt i meget få tilfælde i filmbrancen og anses at være yderst komplex at indføre i en film/kortfilm. Det mest berømte eksempel på et subklimaks ses i filmen Ringenes Herre - De to Tårne og Inception. Især filminstruktøren Christopher Nolan er kendt for at bruge subklimaks.[kilde mangler]